# Mokroussowo (Kurgan)
Mokroussowo (russisch Мокроу́сово) ist ein Dorf (selo) in der Oblast Kurgan in Russland mit 4849 Einwohnern (Stand 14. Oktober 2010).

## Geographie
Der Ort liegt etwa 100 km Luftlinie ostnordöstlich des Oblastverwaltungszentrums Kurgan im Westsibirischen Tiefland. Er befindet sich am Kisak, einem linken Zufluss des rechten Tobol-Nebenflusses Jemurtla.
Mokroussowo ist Verwaltungszentrum des Rajons Mokroussowski sowie Sitz der Landgemeinde (selskoje posselenije) Mokroussowski selsowet, zu der außerdem die Dörfer Kukarskaja (nördlich anschließend), Porogi (2 km südlich) und Tschesnokowo (8 km östlich) gehören.

## Geschichte
Das Dorf wurde um die Mitte des 18. Jahrhunderts gegründet, nach Überlieferung durch den suspendierten Soldaten Iwan Mokroussow, der zuvor im Vorposten (forpost) Malo-Kysazki (beim heutigen Dorf Krepost, wörtlich „Festung“, 4 km nördlich von Mokroussowo) diente. Dieser gehörte zu der in den 1730er-Jahren errichteten „Ischimlinie“ entlang der damaligen Grenze des Russischen Reiches zu den zentralasiatischen Steppengebieten. 1890 wurde Mokroussowo, das aufgrund jährlich durchgeführter Jahrmärkte einige Bedeutung als regionales Handelszentrum erlangt hatte, Sitz einer Wolost des damaligen Ujesds Jalutorowsk des Gouvernements Tobolsk. Seit November 1923 ist es Verwaltungssitz eines nach ihm benannten Rajons.

### Bevölkerungsentwicklung
| Jahr | Einwohner |
| ---- | --------- |
| 1897 | 1133      |
| 1939 | 2496      |
| 1959 | 3078      |
| 1970 | 4007      |
| 1979 | 4624      |
| 1989 | 5105      |
| 2002 | 4963      |
| 2010 | 4849      |

Anmerkung: Volkszählungsdaten

## Verkehr
Mokroussowo liegt an der Regionalstraße 37K-0010 von Lebjaschje zur Grenze der Oblast Tjumen, dort weiter nach Sawodoukowsk. Im 60 km südlich gelegenen Lebjaschje befindet sich die nächstgelegene Bahnstation an der Südroute der Transsibirischen Eisenbahn Samara – Tscheljabinsk – Omsk; 15 km nördlich von Lebjaschje wird die föderale Fernstraße R254 Irtysch (ehemals M51) Tscheljabinsk – Omsk – Nowosibirsk gekreuzt. In Sawodoukowsk befindet sich 80 km nördlich eine Station an der Hauptstrecke der Transsibirischen Eisenbahn; dort besteht Anschluss an die R402 Tjumen – Omsk. Von Mokroussowo nach Westen führt eine Regionalstraße (zunächst 37N-1312) in das 75 km entfernte Rajonzentrum Beloserskoje an der Zweigstrecke der R254 von Kurgan nach Tjumen.